# Фаворитизм
Фаворити́зм (фр. favoritisme от лат. favor благосклонность) — социокультурное явление, существовавшее при монарших (королевских, императорских, царских) дворах, главным образом, в Европе эпохи абсолютизма и состоявшее в возвышении конкретного лица или группы лиц в связи с личной благосклонностью к ним монарха. Получил распространение в абсолютных монархиях.

## Описание
Для фаворитизма характерно делегирование некоторых (или даже большинства) полномочий монарха фавориту или его ставленникам, нередко — вопреки или в обход существующих официальных отношений подчинённости, установленных законодательством или традицией.
Причина фаворитизма кроется в намерении монарха сосредоточить верховную власть в руках очень небольшой группы людей, не всегда обладавших выдающимися качествами, но лично преданных монарху.
Фаворитизм при этом вовсе не обязательно был связан с интимными отношениями монарха (или его супруга/супруги) с фаворитом, как это нередко предстаёт в современных стереотипах. Так, герцог Бекингем, возможно, находился в гомосексуальных отношениях с Яковом I, но оставался вторым человеком в стране и при его сыне Карле I, с которым у него ничего подобного заведомо не было. Сексуальной составляющей не было и в испанской должности «вали́до» (герцог Лерма, граф-герцог де Оливарес), которым короли поручали государственные дела ввиду личной неспособности и склонности к благочестию, и в статусе фаворитов Петра I (Александр Меншиков) или Карла XII (Георг фон Гёрц).
Культурные предпосылки наивысшего развития фаворитизма сформировались благодаря распространению идеалов и моральных норм эпохи Просвещения. В XVII—XVIII веках фаворитизм стал вполне обыденным явлением в жизни общества. Во Франции существовало даже понятие «официальная фаворитка», которая от всех прочих отличалась тем, что имела практически неограниченное влияние на короля. Такой фавориткой была, к примеру маркиза де Помпадур.

## В России
В Российской империи своего апогея фаворитизм достиг в правление императрицы Екатерины II Великой, когда он сделался «почти государственным учреждением». Подсчитано, что подарки лишь 11 главным фаворитам Екатерины и расходы на их содержание составили 92 млн. 820 тыс. рублей, что в несколько раз превышало размер годовых расходов государственного бюджета той эпохи и было сопоставимо с суммой внешнего и внутреннего долга Российской империи, образовавшегося к концу её царствования. Подробнее см. статью Коррупция в Российской империи.

## В культуре
Тема фаворитизма часто обыгрывается в исторической и псевдоисторической художественной литературе. Примеры — «Виконт де Бражелон» А. Дюма, «Ледяной дом» И. Лажечникова, серия Анны и Сержа Голон «Анжелика». В пьесе Фридриха Шиллера «Коварство и любовь» со всем драматизмом показаны терзания фаворитки и любовницы короля Англии — леди Милфорд.